# ATE Ie
Die Dampflokomotivreihe ATE Ie war eine Personenzug-Schlepptenderlokomotive der Aussig-Teplitzer Eisenbahn (ATE).

## Geschichte
Für den Betrieb auf ihren neigungsreichen Strecken benötigte die ATE auch im Personenzugdienst recht leistungsstarke Lokomotiven. So bestellte die ATE 1908 zwei dreifach gekuppelte Schlepptenderlokomotiven bei der Ersten Böhmisch-Mährischen Maschinenfabrik in Prag.
Die Lokomotiven beförderten 400 t mit 35 km/h über eine 10-‰-Steigung.
Da diese Lokomotiven ihren Aufgaben im Reisezugverkehr gewachsen waren, war es nicht notwendig, weitere 1'C1'-Lokomotiven der Reihe ATE If zu beschaffen. Stattdessen wurden von 1910 bis 1914 acht weitere Exemplare der einfacheren und billigeren Reihe Ie in Dienst gestellt, die sich durch eine modifizierte Form des Kobelkamins von den ersten beiden Maschinen unterschieden.
Nach der Verstaatlichung der ATE (1924) gab ihnen die Tschechoslowakische Staatsbahn ČSD die neue Reihenbezeichnung 344.6.